# Aldeanueva de Pedro Luengo
Aldeanueva de Pedro Luengo fue un lugar del municipio español de San Muñoz, perteneciente a la provincia de Salamanca.

## Historia
Hacia mediados del siglo XIX, el lugar ya estaba despoblado. Aparece descrito en el primer volumen del Diccionario geográfico-estadístico-histórico de España y sus posesiones de Ultramar de Pascual Madoz con las siguientes palabras:

ALDEANUEVA DE PEDRO LUENGO: desp. de la prov. y dióc. de Salamanca, part. jud. de Sequeros, térm. jurisd. y á 1/2 leg. O. de la v. San Munoz; este desp. debió depender del l. de Muñoz (part. de Ciudad-Rodrigo), porque la cilla del mismo devengaba cierta cantidad de granos antes de la supresion del diezmo. En él hubo un santuario dedicado á Ntra. Sra. de las Virtudes, cuya festividad se celebraba con gran pompa y concurrencia de todos los pueblos comarcanos: habiéndose verificado su destruccion á principios de este siglo.
(Madoz, 1845, p. 506)

El lugar desapareció.